# Tsirelsons stochastische Differentialgleichung
Tsirelsons stochastische Differentialgleichung (auch Tsirelsons Drift oder Tsirelsons Gleichung) ist eine stochastische Differentialgleichung, welche eine schwache Lösung besitzt aber keine starke Lösung. Sie ist somit ein Gegenbeispiel und benannt nach ihrem Entdecker Boris Tsirelson. Tsirelsons Gleichung ist von der Form
{\displaystyle dX_{t}=a[t,(X_{s},s\leq t)]dt+dW_{t},\quad X_{0}=0,}
wobei {\displaystyle W_{t}} die eindimensionale brownsche Bewegung ist. Tsirelson wählte den Drift {\displaystyle a} so, dass dieser eine beschränkte messbare Funktion ist, welche von den vergangenen Zeitpunkten von {\displaystyle X} abhängt, aber unabhängig von der natürlichen Filtration {\displaystyle {\mathcal {F}}^{W}} der brownschen Bewegung ist. Folglich existiert eine schwache Lösung, aber da der Prozess {\displaystyle X} nicht {\displaystyle {\mathcal {F}}_{\infty }^{W}}-messbar ist, keine starke Lösung.

## Tsirelsons Drift
Sei
- {\displaystyle {\mathcal {F}}_{t}^{W}=\sigma (W_{s}:0\leq s\leq t)} und {\displaystyle \{{\mathcal {F}}_{t}^{W}\}_{t\in \mathbb {R} _{+}}} die natürliche brownsche Filtration, welche die üblichen Bedingungen erfüllt,
- {\displaystyle t_{0}=1} und {\displaystyle (t_{n})_{n\in -\mathbb {N} }} eine absteigende Folge {\displaystyle t_{0}>t_{-1}>t_{-2}>\dots ,} so dass {\displaystyle \lim _{n\to -\infty }t_{n}=0},
- {\displaystyle \Delta X_{t_{n}}=X_{t_{n}}-X_{t_{n-1}}} und {\displaystyle \Delta t_{n}=t_{n}-t_{n-1}},
- {\displaystyle \{x\}=x-\lfloor x\rfloor } der Nachkommateil.

Tsirelson definierte nun folgenden Drift
{\displaystyle a[t,(X_{s},s\leq t)]=\sum \limits _{n\in -\mathbb {N} }{\bigg \{}{\frac {\Delta X_{t_{n}}}{\Delta t_{n}}}{\bigg \}}1_{(t_{n},t_{n+1}]}(t).}
Sei nun
{\displaystyle \eta _{n}=\xi _{n}+\{\eta _{n-1}\}}
die Abkürzung für
{\displaystyle {\frac {\Delta X_{t_{n+1}}}{\Delta t_{n+1}}}={\frac {\Delta W_{t_{n+1}}}{\Delta t_{n+1}}}+{\bigg \{}{\frac {\Delta X_{t_{n}}}{\Delta t_{n}}}{\bigg \}}.}

### Theorem
Nach einem Satz von Tsirelson und Yor gilt:
1) Die natürliche Filtration von {\displaystyle X} hat folgende Zerlegung
{\displaystyle {\mathcal {F}}_{t}^{X}={\mathcal {F}}_{t}^{W}\vee \sigma {\big (}\{\eta _{n-1}\}{\big )},\quad \forall t\geq 0,\quad \forall t_{n}\leq t}
2) Für jedes {\displaystyle n\in -\mathbb {N} } ist {\displaystyle \{\eta _{n}\}} gleichverteilt auf {\displaystyle [0,1)} und unabhängig von {\displaystyle (W_{t})_{t\geq 0}} resp. {\displaystyle {\mathcal {F}}_{\infty }^{W}}.
3) {\displaystyle {\mathcal {F}}_{0+}^{X}} ist trivial, d. h. alle Ereignisse haben die Wahrscheinlichkeit {\displaystyle 0} oder {\displaystyle 1}.